# 天鶴座η
天鶴座η，又名CP-5410123，HD 215369、SAO 247570、HR 8655，是天鶴座的一颗恒星，视星等为4.85，位于銀經335.6，銀緯-54.9，其B1900.0坐标为赤經22h 39m 29.7s，赤緯-54° -54.9′ 34″。